# Чирип
Чирип (Чирипусан, Китачирипусан, Чирипорупури, Чирипнапури, Чирипнупури)(на руски: Чирип)(на японски: 北散布山) е активен стратовулкан в централната част на остров Итуруп, принадлежащ към веригата на Южните Курилски острови, Сахалинска област на Русия. Островът се намира на 230 км от Хокайдо и е обект на териториален спор между Русия и Япония. В съответствие с Конституцията на Руската федерация, островът е част от територията на Русия, а според административно-териториалното деление на Япония той е част от окръг Немуро, префектура Хокайдо в Япония.

## Описание
Масивът на Чирип се слива с този на съседния вулкан Богдан Хмелницки (Минамичирипу, Южен Чирип). Двата заедно образуват Двугърбия хребет на западното крайбрежие на острова. Той е разположен на полуостров Чирип, вдаден в Охотско море. Разстоянието между върховете на двата вулкана е 4 км. Чирип и Богдан Хмелницки са припокриващи се стратовулкани, възникнали през Холоцена – Чирип в северната част на полуострова, а Богдан Хмелницки – в южната. Названието на вулкана произлиза от айнската дума чирипой, означаваща „малки птички“.
Потоците от лава, изтекли от двата вулкана са пресечени от голяма, 4 км широка и 500 м дълбока седловина. Разположена е между тях, в западната част на полуострова на 1100 м надморска височина. И в двете структури преобладават базалтовите скали, наслоени над базалто-андезитни и андезитни продукти. Срещат се и малки количества от дацит. Лавата, изригнала от двата вулкана, е доминиращо базалтова, което е необичайно за вулкани от зоната на субдукция, където една тектонска плоча се подпъхва под друга.
Върхът на Чирип се издига на 1561 м над морското равнище. Плоският му кратер е запълнен частично от малко езеро с размери 200 х 250 м. Той подхранва потоците лава, видими надолу по всички склонове на вулкана, което се приема като доказателство за тяхната относителна древност. На югозапад те са разкъсани от ръба на голямата седловина. На запад опират в перваза на един от разломите. Някои потоци, течащи на север, преодоляват поредния перваз и се изливат до морския бряг. На югоизток, лавата също достига до брега.
По северния фланг на вулкана се издигат няколко вторични конуса, два от които са Кита-Чирипу и Кита-Тирипу. Западните му склонове са стръмни, с високи, отвесни 500 – 600 метрови скали. На източния склон, малко под върха, има малък, двоен кратер, от който са се изляли обилни потоци лава, които достигат морския бряг. Един от потоците образува нос Чирип, издаден в морето. Източната част е по-полегата и е обрасла с невисоки, пълзящи храсти и ниски, гъсти, непроходими, храстовидни дървета.

## Активност
Отбелязано е едно изригване през 1843 с вулканичен експлозивен индекс 1. Възможно е да е станало както от всеки един от кратерите, така и в района на съвременните фумаролни полета в седловината. Последната известна ерупция е протекла през 1860 г., без да е съвсем ясно кой от двата вулкана се е активизирал. Изригването е станало с ВЕИ = 2, вероятно на югоизток от кратера на Богдан Хмелницки.
По сведения на местни жители кратерът проявява фумаролна активност до 1956 г. Днес отново се наблюдават фумаролна и термална активност. Те са съсредоточени в три полета в южната част на голямата седловина. По всяка вероятност тектонските движения продължават понастоящем, което се доказва от случайни плитки земетресения в района на вулканите и целия полуостров, регистрирани често от близката сеизмична станция „Курилск“.